# Évin-Malmaison
Évin-Malmaison é uma comuna francesa na região administrativa de Altos da França, no departamento de Pas-de-Calais. Estende-se por uma área de 4,57 km². Em 2010 a comuna tinha 4 614 habitantes (densidade: 1 009,6 hab./km²).